# Riograndenser Hunsrückisch
El hunsriqueano riograndense, Riograndenser Hunsrückisch, hunsrückisch de Río Grande del Sur o simplemente hunsrik (/hunsɾɪk/), es una variedad del Hunsrückisch, que a su vez es un dialecto del idioma alemán, hablado en el sur y sudeste de Brasil, en los estados de Río Grande del Sur, Santa Catarina y Espírito Santo. Así como también en la Provincia de Misiones en Argentina y algunas regiones del sur de Paraguay como Hohenau y Encarnación en el Departamento de Itapúa. Adicionalmente, según nuevos datos, empieza a hacerse conocido en Venezuela variante la cual es totalmente ajena y no debe confundirse con el alemán coloniero, ya que este último está en desuso últimamente.

## Características
El dialecto brasileño, originado por la inmigración alemana, ha sido influido por la variante local, principalmente del idioma oficial de Brasil, el portugués brasileño y español de Argentina. De modo minoritario también, directa o indirectamente, el hunsrückisch fue influenciado por otros idiomas minoritarios de la zona (por ejemplo, el italiano, el guaraní, el kaingáng, etc.). Según Ethologue, también llegó a ser lengua de intercomunicación para muchos otros hablantes de lenguas germánicas, como el suabo, el bábaro, el ostpommersch, el bajo alemán oriental, el plautdietsch, así como los inmigrantes procedentes de Suiza y Austria, que poseen sus propios dialectos.
El Riograndenser Hunsrückisch ha tomado expresiones y palabras tanto del portugués como castellano, particularmente en lo referente a la fauna y flora silvestres (que son diferentes a la de Alemania) y de las innovaciones tecnológicas que no existían cuando los primeros inmigrantes llegaron a Brasil, dando lugar a palabras como Aviong para avión (del portugués avião) en lugar del alemán flugzeug; Kamiong (caminhão, camión), Televisaum (Televisão) para televisión, etc. Ciertas expresiones diarias también suelen ser traducciones literales del portugués, como el Alles gut? (literalmente "todo bien?", siguiendo el modelo del portugués "tudo bem?", en lugar del alemán "Wie geht es?").
También son comunes el uso de sufijos alemanas unidas a palabras portuguesas, como Canecachen "pequeña taza", de, portugués caneca  y el sufijo diminutivo alemán -chen; formas híbridas como Schuhloja, "tienda de zapatos", del alemán Schuh y portugués loja, y las formas de los verbos portugueses germanizados: lembrieren, "para recordar"; namorieren "coquetear"; respondieren, "contestar". Sin embargo, independientemente de estos préstamos, su gramática y el vocabulario son todavía en gran parte de origen alemán.

## Historia

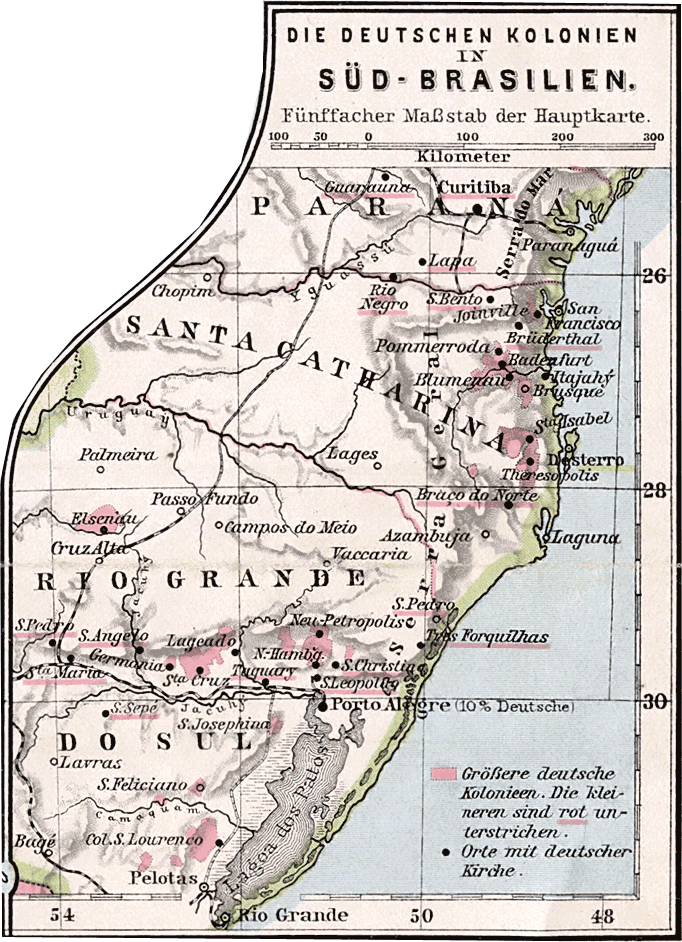
Mapa de los primeros asentamientos alemanes en los estados del sur de Brasil, 1824.

La emigración de pueblos de Europa central al Brasil tiene su inicio oficial en 1824 cuando llegan las primeras familias alemanas al estado de Río Grande del Sur. Más tarde comenzó la colonización de emigrantes de habla alemana a los estados de Santa Catarina, Paraná, São Paulo, Espírito Santo; y, en menor escala, a otros estados de Brasil. La colonización de emigrantes alemanes se hizo mayoritariamente hacia lugares con poco desarrollo urbano, y en ciertos casos hacia localidades que ellos hicieron urbanas (por ejemplo Santa Cruz do Sul, São Leopoldo, Joinville, Blumenau, etc.). Eso no significó que no contribuyesen considerablemente en la construcción y desarrollo de ciudades como Porto Alegre, Florianópolis y Curitiba.
El origen de los emigrantes teutones no era la Alemania de hoy en día. El país se encontraba dividido en diferentes "Estados" independentes o semiindependientes. Una familia que emigró desde la localidad de Niederhausen en Baviera, digamos, en 1846, hoy no buscaría sus raíces genealógicas en cualquier estado de Alemania más que lo haría en un estado vecino a Baviera como Renania-Palatinado. La mayor parte de los emigrantes de Europa central eran de la región de Hunsrück y de otras regiones cercanas. También emigraron de otras regiones y países europeos con una cultura predominante eslava (por ejemplo Pomerania, hoy en Polonia, etc.). En términos generales, con el paso del tiempo, el dialecto adoptado por la mayoría de los emigrantes de la Europa germánica establecidos en Brasil fue el hunsrückisch. En la actualidad, no es extraño encontrar a personas que hablan hunsrückisch con fluidez o como lengua materna, y tienen apellidos que denotan su ascendencia italiana, francesa, danesa, holandesa, polaca o portuguesa.
Aunque el Riograndenser Hunsrückisch fue durante mucho tiempo el dialecto alemán de mayor uso en el sur de Brasil, la principal razón del ocaso del uso del idioma alemán en la región y su condena al uso prácticamente exclusivo en ambientes familiares en medios rurales fue el llamado Estado Novo de Getúlio Vargas que criminalizó durante la Segunda Guerra Mundial el uso de esta lengua tanto en ambientes privados como públicos, llegando, en algunos lugares, a quemar los libros en alemán. Lo mismo ocurrió con los italo-brasileños, y especialmente con el idioma véneto, conocido en Brasil como talian.
El nombre de Riograndenser Hunsrückisch fue introducido en 1996 por Cléo Vilson Altenhofen y se refiere al estado brasileño de Río Grande del Sul. El término Katharinensisch deriva del estado brasileño de Santa Catarina, donde este dialecto apareció por primera vez.
El dialecto estaba oficialmente minimizado hasta la década de 2000 cuando comenzó a ser reconocido como un idioma y a adquirir un estándar escrito.
En la actualidad, existen personalidades brasileñas con conocimientos de esta lengua. Por ejemplo, Odilo Scherer, arzobispo y cardenall nacido en Cerro Largo creció hablando esta lengua. El cardenal Cláudio Hummes, nacido en Montengro también creció hablando el riograndenser hunsrückisch junto con el portugués. La actriz y modelo brasileña Gisele Bündchen declaró que su familia habla esta variedad del alemán, pero ella muy poco.

## Fonología

### Vocales
| Ortografía    | A   | AA  | AY   | AU   | E   | EE   | Ë    | EU   | I   | II  | O     | OO  | OE   | U   | UU  |
| Pronunciación | /a/ | /ɑ/ | /ai/ | /au/ | /ɛ/ | /ɛɪ/ | /eɪ/ | /ey/ | /ɪ/ | /i/ | /o~ɔ/ | /ø/ | /øy/ | /u/ | /y/ |
| ------------- | --- | --- | ---- | ---- | --- | ---- | ---- | ---- | --- | --- | ----- | --- | ---- | --- | --- |

### Consonantes
|             | Bilabial    | Labiodental   | Alveolar      | Postalveolar      | Palatal | Velar        | Uvular | Glotal |
| ----------- | ----------- | ------------- | ------------- | ----------------- | ------- | ------------ | ------ | ------ |
| Oclusiva    | P/p/ - B/b/ |               | T/t/ - D/d/   |                   |         | Kh/k/ - K/g/ |        |        |
| Africada    |             | Ph /pf/       | Ts /ts/       | Ti /tʃ/ - Di /dʒ/ |         |              |        |        |
| Fricativa   |             | F /f/ - W /v/ | S /s/ - Z /z/ | X /ʃ/ - J /ʒ/     |         | Ch~H/χ~x/    |        | H /h/  |
| Nasal       | M /m/       |               | N /n/         |                   |         | Ng~N /ŋ/     |        |        |
| Aproximante |             |               | L /l/         |                   | Y /j/   |              |        |        |
| Rótica      |             |               | R /ɾ/         |                   |         |              |        |        |

El contraste entre las oclusivas, bajo un análisis más preciso, no es de voz, sino de la fuerza articulatoria, un fenómeno que se observa en algunos otros dialectos del alemán.

## Literatura

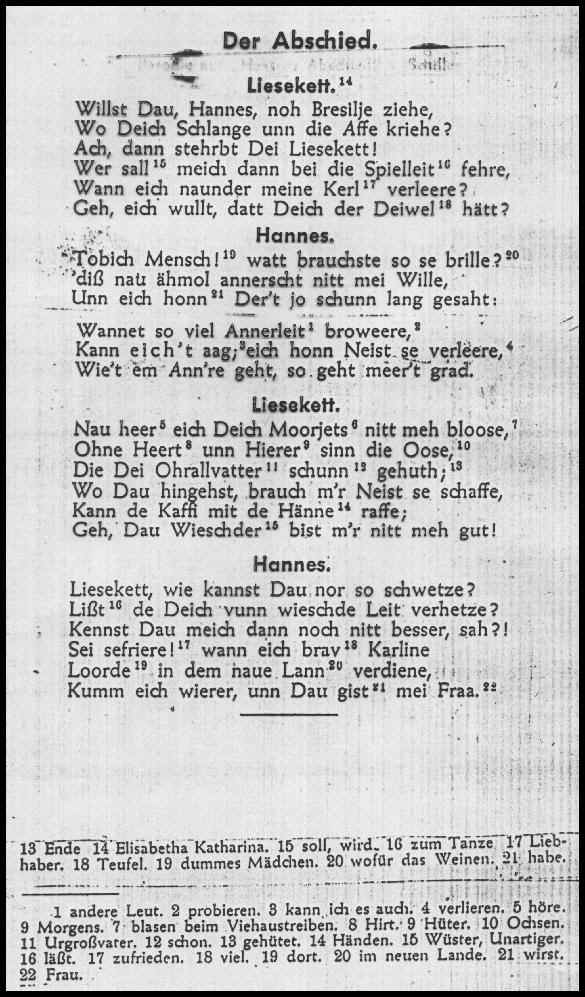
Poema en riograndenser hunsrückisch.

Profesionales y doctores de la lingüística como Adriano Steffler, Ursula Wiessemann y Altenhoffen han desaroolado trabajos relacionads al diseño de la ortografía y gramática del Hunsrriqueano Brasileño. "Ejemplo de la escritura con la ortografía de la Lingüísta Alemana Úrsula Wiesemann".
El poema del alemán Peter Joseph Rottmann, Der Abschied (traducido "adiós"; en la imagen), fue publicado por primera vez en 1840 en Alemania. Allí se observan formas dialectales distintivas del riograndenser hunsrückisch.

## Oficialidad
En algunos municipios brasileños el riograndenser hunsrückisch es cooficial junto al idioma portugués:
Santa Catarina
- Antônio Carlos[13]
- Treze Tílias (La enseñanza de la lengua es obligatoria en las escuelas y está en proceso de aprobación su uso a nivel municipal)[14][15][16]
- Ipumirim, según la ley N° 1868 de diciembre de 2020[17]

Río Grande del Sur
- Santa Maria do Herval (en aprobación)[18]
- Estância Velha enseñanza de Hunsrriqueano o Alemán en las escuelas municipales.[19][20]
- Barão [21][22]

## Ejemplos
Capítulo 23, 1-5 del Evangelio de Lucas en Riograndenser Hunsrükisch, de acuerdo a la ortografía de Ursula Wiesemann:

Yeesus un Pilatos

23 Too sin ti kanse layt uf kextii, hon Yeesus pis Pilatos kenom un hon aan kefang aan se këwe un saare: 2 Mëyer hon too te man aan ketrof unser folek am uf hëtse. Tee is te keeche em Khayser xtayer petsaale un saat wëyer te Mësiias un Kheenich. 3 Too hot te Pilatos kefroot: Pixt tu te Yute sayne Kheenich? Is woer, hot Yeesus keantwort. 4 Too hot Pilatos fer te hooche priister un tsum folek kesaat: Ich khan khee xult an tëm man fine! 5 Awer tii hon aan kehal un hon kesaat: Tee tuut unortnung aan richte unich em folek mit sayn untricht iweraal in Yuteeya. In Kalileeya hot er aan kefang, un yëts is er too pay uns!

El mismo texto en Hunsrückisch:

23 Do sin di Leit ufgestije, hon Jesus bis Pilatus genomm un hon angefang anzegewe un sage: 2 Mier hon do de Mann angetroff unser Volk am ufhetze. De is degege em Kaiser Steier bezahle und saat wär er de Messias und Kenig. 3 Do hot de Pilatus gefroot. Bist du de Jude seine Kenig? Is wohr, hot Jesus geantwort. 4 Do hot Pilatus fer de Hochepriester un zum Volk gesaat: Ich kann kee Schuld an dem Mann finne! 5 Awer di hon angehal und hon gesaat: De tut Unordnung anrichte unnig em Volk mit sein Untericht iwerall in Judäa. In Galiläa hot er angefang un jetz is er do bei uns.

En luxemburgués:

23 Du si si alleguer opgestanen an hunn hie virun de Pilatus bruecht. 2 Si hunn ugefaangen, hien unzekloen: Mir hu festgestallt, datt hien d’Vollek opgestëppelt huet: Hien huet hinne verbueden, fir dem Caesar Steieren ze bezuelen, a vu sech selwer seet hien, datt hien de Messias ass, e Kinnek. 3 Bass du de Kinnek vun de Judden? Huet de Pilatus hie gefrot. Du sees et, huet hien him geäntwert. 4 Doropshi sot de Pilatus zu deniewescht Priister an dem Vollek: Ech fanne keng Schold un dësem Mann. 5 Mee si hu sech drop behaapt: Hien hetzt d’Vollek mat senger Léier uechter ganz Judea op. Hien huet a Galilea ugefaangen an elo ass hien hei!

En alemán estándar:

1 Und ihre ganze Versammlung stand auf und brachte ihn zu Pilatus. 2 Sie fiengen aber an ihn zu verklagen und sagten: diesen haben wir erfunden als einen der unser Volk aufwiegelt und dem Kaiser Steuer zu geben wehrt, und sich selbst für den Christus und König ausgibt. 3 Pilatus aber fragte ihn: bist du der König der Juden? Er aber antwortete ihm: du sagst es. 4 Pilatus aber sagte zu den Hohenpriestern und den Massen: ich finde keine Schuld an diesem Menschen. 5 Sie aber steigerten sich in der Behauptung, daß er das Volk aufwiegle mit seinem Lehren durch ganz Judäa vom Anfang in Galiläa an bis hieher.

En español:

Lucas 23: 1 Y levantándose todos ellos, le llevaron ante Pilato. 2 Comenzaron a acusarle diciendo: «Hemos encontrado a éste alborotando a nuestro pueblo, prohibiendo pagar tributos al César y diciendo que él es Cristo Rey.» 3 Pilato le preguntó: «¿Eres tú el Rey de los judíos?» El le respondió: «Sí, tú lo dices.» 4 Pilato dijo a los sumos sacerdotes y a la gente: «Ningún delito encuentro en este hombre.» 5 Pero ellos insistían diciendo: «Solivianta al pueblo, enseñando por toda Judea, desde Galilea, donde comenzó, hasta aquí.»

### Ejemplos de vocabulario
La siguiente lista muestra palabras del riograndenser hunsrückisch de origen portugués o en otro idioma:
| Riograndenser Hunsrückisch     | Portugués       | Español                        |
| ------------------------------ | --------------- | ------------------------------ |
| aibi/aipi                      | aipim           | mandioca                       |
| aviong                         | avião           | avión                          |
| balaie                         | baleia          | ballena                        |
| barranke/barrankenhucker       | barranca        | barranca                       |
| bischo/bischopulver            | bicho           | bicho/insecto                  |
| botschen (del italiano boccia) | petanca         | petanca                        |
| cachaça [kaʃaßa]               | cachaça         | cachaza                        |
| canecachen                     | caneca          | taza                           |
| churrasco [ʃurasko]            | churrasco       | churrasco                      |
| chuven [ʃuvən]                 | chuva           | lluvia                         |
| delecoda                       | delegado        | delegado                       |
| fakong [fakɔŋ]                 | facão           | machete                        |
| janela [ʒanɛla]                | janela          | ventana                        |
| kabokler                       | caboclo         | caboclo                        |
| kamion                         | caminhão        | camión                         |
| kuje                           | cuja            | cuya                           |
| makake                         | macaco          | macaco                         |
| milhe                          | milho           | maíz                           |
| namorieren                     | namorar         | enamorar                       |
| rancho [ranʃo]                 | rancho          | rancho (Cono Sur)              |
| roça [rɔßa]                    | roça            | roza                           |
| scharke                        | charque         | charqui (proviene del quechua) |
| schuhloja [ʃu'lɔʒa]            | loja de sapatos | tienda de zapatos              |
| sentachen [sɛntaçən]           | sentar          | sentase/tomar asiento          |
| wende                          | venda           | venta                          |